# دیواناگری

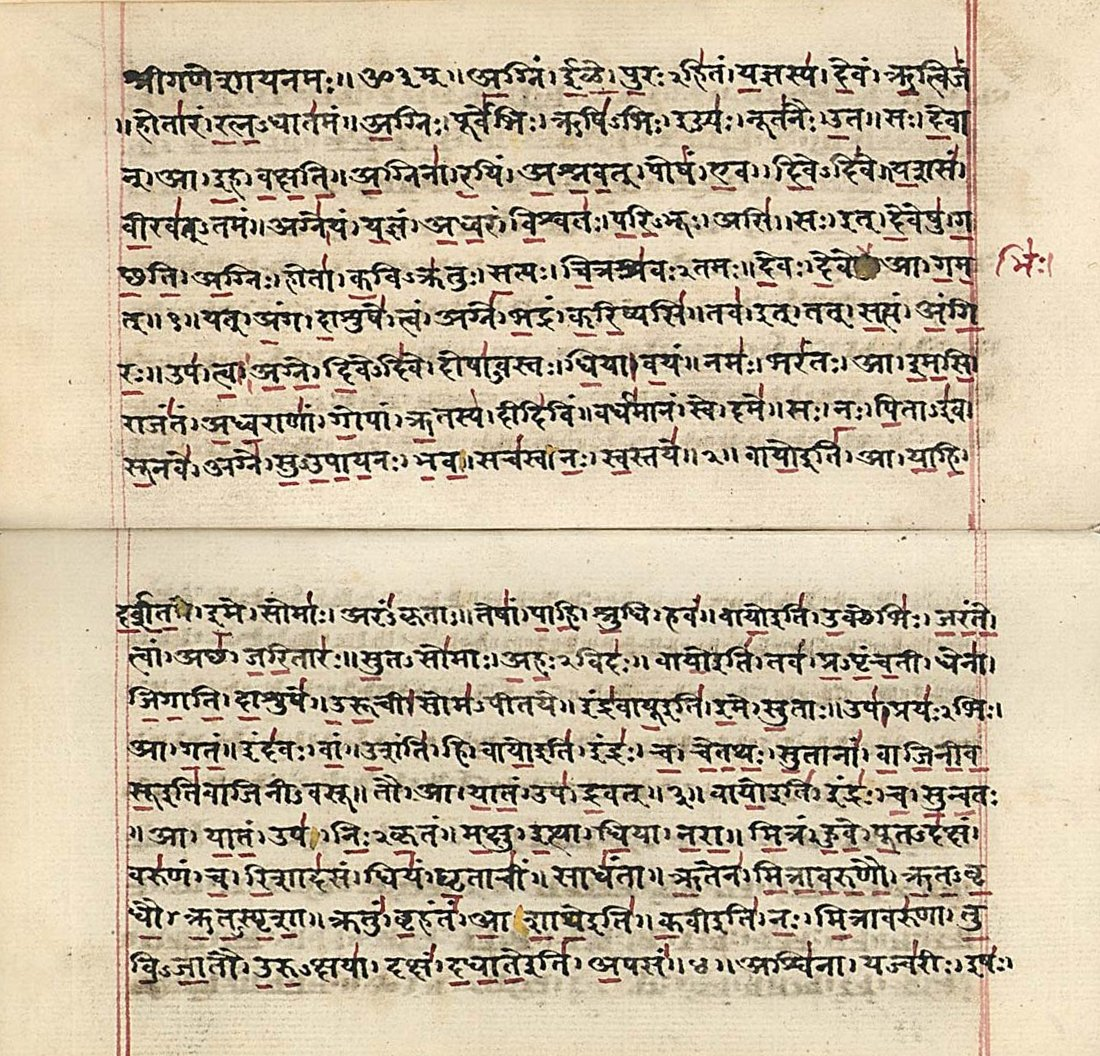
صفحه‌ای از ریگ ودا به زبان سانسکریت نمونه‌ای از دبیره دیواناگری در اوایل سده ۱۹ م

دیواناگری (هندی: देवनागरी، حرف‌نویسی لاتین: Devanāgarī) یا دِوَناگَری یک خط یا دبیرهٔ هجانگاری است که به آن «ناگاری» هم گفته می‌شود و اصلی‌ترین دبیره‌ای است که برای نوشتن زبان‌های هندی، مراتی و نپالی به‌کار می‌رود. این دبیره از سدهٔ ۱۹ به رایج‌ترین دبیره برای نوشتن سانسکریت تبدیل شده‌است. خط دیوانگری از چپ به راست نوشته می‌شود و بیش از ۱۲۰ زبان از این خط استفاده می‌کنند.
دیگر زبان‌هایی که از دیواناگری برای نوشتن استفاده می‌کنند می‌توان سندی، بهاری، بهیلی، پراکریت، کونکانی، بُجپوری، پهاری (گارهوالی و کوماونی)، سانتالی، تارو و کشمیری را نام برد. برخی از این زبان‌ها در کنار دیواناگری از دبیره‌های دیگر نیز برای نگارش استفاده می‌کنند.
زبان پنجابی با خطی مشابه با دیواناگری با نام گُرمکهی نوشته می‌شود.

## معنای واژهٔ دیواناگری
«دیواناگری» مرکب از «دیوا» (देव) به معنی نیمه‌انسان-نیمه‌خدا و «ناگاری» (नगर) به معنای صحبت یا گویش است و در مجموع به معنی «گویش دیواها» یا «گفتار نیمه‌انسان-نیمه‌خداها» است.
«ناگاری» (nāgarī) در سانسکریت شکل مؤنث «ناگارا» (nāgara) به معنی «شهری» و صفت گسترش‌یافته‌ای از «ناگارام» (nagaram) به معنی «تأسیس» یا «استقرار» است. از واژه «ناگاری» برای معانی مختلفی استفاده می‌شود که یکی از آن‌ها نیمه‌انسان-نیمه‌خدا است. هنوز هم استفاده از واژه «ناگاری» در کنار «دیواناگری» متداول است. البته بسیاری آن را وام واژه‌ای از واژهٔ فارسی «دیوان نگاری» می‌دانند که بمعنی نگارش رسمی اسناد در دیوان خانه‌ها (دیوانیه‌ها یا ادارات دولتی) است که در اثر تأثیرات قوی فارسی بر زبان رسمی هند، وارد زبان هندی شده‌است.

## پیشینه
دیواناگری بخشی از خانواده دبیره‌های برهمایی (Brahmic) هند، نپال، تبت و جنوب شرق آسیا است. این خط از نسل خط گوپتا (Gupta) همراه با سیدهام (Siddham) و شارادا (Sharada) است. انواع شرقی خط گوپتا که ناگاری هستند برای نخستین بار پس از سده هشتم میلادی دیده شده‌اند و از حدود ۱۲۰۰ م سیدهام تحت تأثیر بودیسم به تدریج در شرق آسیا جایگزین آن شد و به‌طور موازی شارادا نیز در کشمیر به‌کار رفت. نمونه اولیه دیواناگری در کتیبه کوتیلا (Kutila) در باریلی واقع در ایالت اوتارپرادش هند دیده می‌شود که تاریخی برابر با ۹۹۲ میلادی را نشان می‌دهد و خط افقی بالای حروف یک واژه در آن وجود دارد.
رواج دیواناگری با استفاده اختصاصی این خط برای چاپ متون مذهبی سانسکریت اتفاق افتاد که موجب ارتباط نزدیک بین خط دیوانگری و سانسکریت شد و این تصور را پدید آورد که دیوانگری خط زبان سانسکریت است؛ اما پیش از دوره استعمار انگلیس در شبه قاره هند هیچ خط ویژه‌ای برای سانسکریت وجود نداشت و مردم نقاط مختلف به خط خود این زبان را می‌نگاشتند.

## ویژگی‌ها
این خط از چپ به راست نوشته می‌شود. بیشتر حروف دارای خطی افقی در بخش بالایی خود هستند و اتصال حروف با کمک همین خط افقی انجام می‌پذیرد و از این طریق به‌سادگی قابل تشخیص است.
در این خط تمام صامتها و اکثر مصوتها همیشه نوشته می‌شوند و از این لحاظ یادگرفتن خواندن دقیق واژه‌ها برای خارجیان نسبت به خط عربی در حالتی که حرکت‌گذاری نشده باشد، آسان‌تر است. تنها مصوتی که نوشته نمی‌شود فتحه است که البته تشخیص جایی که باید فتحه تلفظ شود بسیار ساده است زیرا قاعده این است که اگر بین دو حرف مصوت دیگری نباشد و آن دو به همدیگر نیز نچسبیده باشند مصوت بین آن‌ها فتحه است و این قاعده همیشه ثابت است.

## حروف
حروف دیواناگری به شرح زیرند:

### واکه‌ها
|                            |         | گونهٔ آزاد | IAST | ISO | به عنوان تفکیک‌کننده با प |    | گونهٔ آزاد | IAST | ISO | به عنوان تفکیک‌کننده با प |
| kaṇṭhya (گلویی)            | अ       | a         | a    | प   | आ                        | ā  | ā         | पा    |     |                          |
| tālavya (کامی)             | इ       | i         | i    | पि   | ई                        | ī  | ī         | पी    |     |                          |
| oṣṭhya (لبی)               | उ       | u         | u    | पु   | ऊ                        | ū  | ū         | पू    |     |                          |
| mūrdhanya (برگشته)         | ऋ       | ṛ         | r̥    | पृ   | ॠ4                       | ṝ  | r̥̄         | पॄ    |     |                          |
| dantya (دندانی)            | ऌ4      | ḷ         | l̥    | पॢ   | ॡ4, 5                    | ḹ  | l̥̄         | पॣ    |     |                          |
| kaṇṭhatālavya (کامی-گلویی) | ए       | e         | ē    | पे   | ऐ                        | ai | ai        | पै    |     |                          |
| kaṇṭhoṣṭhya (لبی-گلویی)    | ओ       | o         | ō    | पो   | औ                        | au | au        | पौ    |     |                          |
|                            | अं1      | aṃ        | aṁ   | पं   | अः1                       | aḥ | aḥ        | पः    |     |                          |
|                            | ॲ / ऍ 7 |           | ê    | पॅ   | ऑ7                       |    | ô         | पॉ    |     |                          |

### همخوان‌ها
| آواشناسی ←         | sparśa (انسدادی) | sparśa (انسدادی) | sparśa (انسدادی) | sparśa (انسدادی) | sparśa (انسدادی) | sparśa (انسدادی) | sparśa (انسدادی) | sparśa (انسدادی) | anunāsika (خیشومی) | anunāsika (خیشومی) | antastha (ناسوده) | antastha (ناسوده) | ūṣman/saṃghaṣhrī (سایشی) | ūṣman/saṃghaṣhrī (سایشی) | ūṣman/saṃghaṣhrī (سایشی) | ūṣman/saṃghaṣhrī (سایشی) |
| ------------------ | ---------------- | ---------------- | ---------------- | ---------------- | ---------------- | ---------------- | ---------------- | ---------------- | ------------------ | ------------------ | ----------------- | ----------------- | ------------------------ | ------------------------ | ------------------------ | ------------------------ |
| ادا کردن ←         | aghoṣa           | aghoṣa           | aghoṣa           | aghoṣa           | saghoṣa          | saghoṣa          | saghoṣa          | saghoṣa          | saghoṣa            | saghoṣa            | saghoṣa           | saghoṣa           | aghoṣa                   | aghoṣa                   | saghoṣa                  | saghoṣa                  |
| دم زنی ←           | alpaprāṇa        | alpaprāṇa        | mahāprāṇa        | mahāprāṇa        | alpaprāṇa        | alpaprāṇa        | mahāprāṇa        | mahāprāṇa        | alpaprāṇa          | alpaprāṇa          | alpaprāṇa         | alpaprāṇa         | mahāprāṇa                | mahāprāṇa                | mahāprāṇa                | mahāprāṇa                |
| kaṇṭhya (زبانی)    | क                | ka [k]           | ख                | kha [kʰ]         | ग                | ga [ɡ]           | घ                | gha [ɡʱ]         | ङ                  | ṅa [ŋ]             |                   |                   |                          |                          | ह                        | ha [ɦ]                   |
| tālavya (کامی)     | च                | ca [c]~[tʃ]      | छ                | cha [cʰ]~[tʃʰ]   | ज                | ja [ɟ]~[dʒ]      | झ                | jha [ɟʱ]~[dʒʱ]   | ञ                  | ña [ɲ]             | य                 | ya [j]            | श                        | śa [ʃ]                   |                          |                          |
| mūrdhanya (برگشته) | ट                | ṭa [ʈ]           | ठ                | ṭha [ʈʰ]         | ड                | ḍa [ɖ]           | ढ                | ḍha [ɖʱ]         | ण                  | ṇa [ɳ]             | र                 | ra [ɾ]            | ष                        | ṣa [ʂ]                   |                          |                          |
| dantya (دندانی)    | त                | ta [t̪]           | थ                | tha [t̪ʰ]         | द                | da [d̪]           | ध                | dha [d̪ʱ]         | न                  | na [n]             | ल                 | la [l]            | स                        | sa [s]                   |                          |                          |
| oṣṭhya (لبی)       | प                | pa [p]           | फ                | pha [pʰ]         | ब                | ba [b]           | भ                | bha [bʱ]         | म                  | ma [m]             | व                 | va [ʋ]            |                          |                          |                          |                          |

## شماره‌ها
شماره‌های دیواناگری به شرح زیر می‌باشند:
| ० | १ | २ | ३ | ४ | ५ | ६ | ७ | ८ | ९ |
| ۰ | ۱ | ۲ | ۳ | ۴ | ۵ | ۶ | ۷ | ۸ | ۹ |

## صفحه‌کلید دیوانگری
صفحه‌کلید استاندارد دیوانگری که توسط دولت هند آماده شده است، InScript نامیده می‌شود و اکثر سیستم‌عامل‌های رایانه‌های امروزی قابلیت استفاده از آن را دارا هستند.

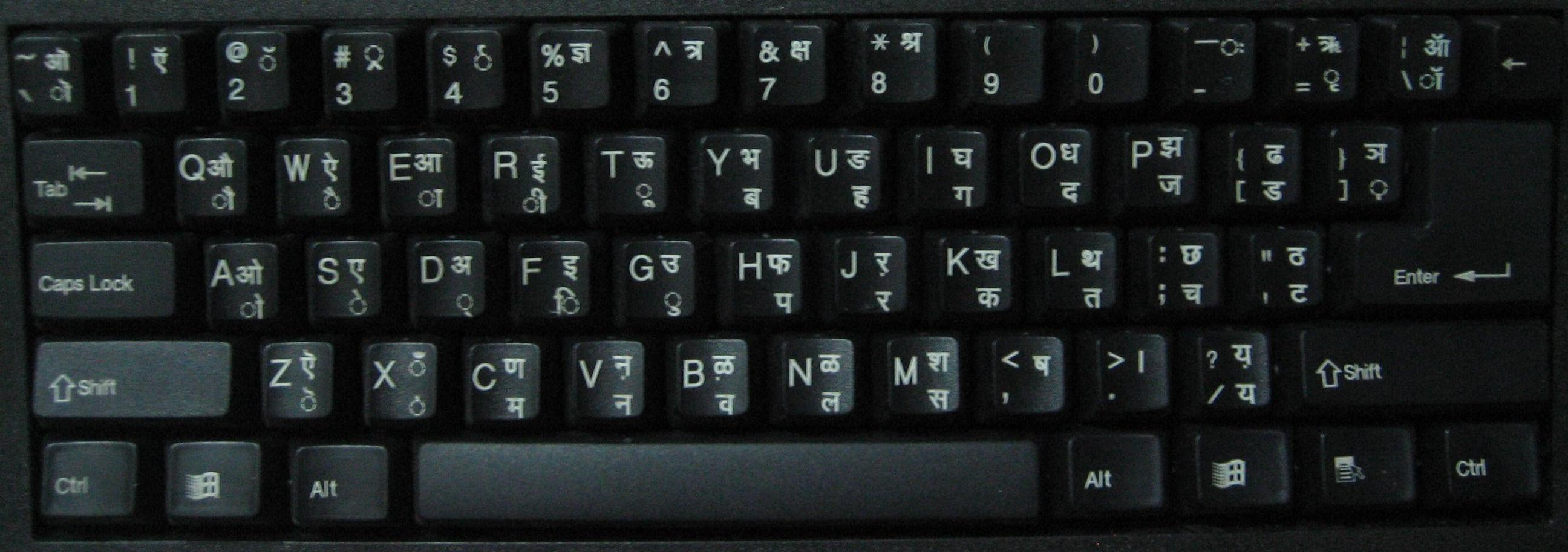
صفحه‌کلید دیوانگری